# Zid plača
Zid plača u Jeruzalemskom starom gradu je uobičajeni naziv za Zapadni zid koji je pripadao potpornjima popločja na kojem se nalazio židovski hram u Jeruzalemu.
Hram je prvobitno izgradio izraelski kralj Salomon, sin velikog kralja Davida, no današnji Zapadni zid potječe iz doba obnove toga hrama u doba Heroda Velikog. Taj je hram srušen 70. godine u doba rimskog osvajanja Jeruzalema, a ostalo je samo popločje sa svim potpornim zidovima. Ipak, kroz povijest su se Židovi počeli okupljati na molitvu uz ovaj Zapadni zid.
Židovi su barem jednom u životu trebali posjetiti hram, kako im je nalagala njihova vjera. I danas dolaze moliti na Zapadni zid. Pogrešnim tumačenjem načina židovske molitve Europljani su mislili da Židovi dolaze plakati, što je dovelo i do današnjeg uobičajenog naziva za taj zid.
Zid je popularan i među turistima koji onamo dolaze zbog vjerovanja da će se svaka želja ispuniti čovjeku ako je ispiše na papirić i taj papirić utakne u Zid.